# La Créature des ténèbres
Pour plus de détails, voir Fiche technique et Distribution.
La Créature des ténèbres (titre original : Dark intruder) est un film américain de Harvey Hart sorti en 1965.

## Synopsis
À San Francisco, une série de meurtres étranges se produit. Un expert en occultisme se rend sur place pour enquêter.

## Fiche technique
- Titre original : Dark intruder
- Réalisation : Harvey Hart
- Scénario : Barré Lyndon
- Directeur de la photographie : John F. Warren
- Montage : Edward W. Williams
- Musique : Lalo Schifrin
- Production : Jack Laird
- Genre : Film d'horreur
- Pays de production :  États-Unis
- Durée : 59 minutes
- Date de sortie :
  - États-Unis : 21 juillet 1965 (New York)

## Distribution
- Leslie Nielsen (VF : Francis Lax) : Brett Kingsford
- Peter Mark Richman (VF : Michel Paulin) : Robert Vandenburg
- Judi Meredith : Evelyn Lang
- Gilbert Green (VF : Albert Augier) : Harvey Misbach
- Charles Bolender : Nikola
- Werner Klemperer : Pr Malaki
- Vaughn Taylor : Dr Kevin Burdett
- Peter Brocco : Chi Zang
- Bill Quinn : Neighbor
- Ken Hooker : le premier sergent
- Richard Venture : le premier homme
- Holly Bane : le civil
- Ingvard Nielsen : le deuxième homme
- Claudia Donelly : la femme
- Anthony Lettier : le deuxième sergent

## Pilote de série avortée
Ce film produit par la compagnie Shamley Productions (Appartenant à Alfred Hitchcock), productrice des séries Suspicion et Alfred Hitchcock présente devait en faire une série hebdomadaire pour la télévision mais aucun acquéreur n'a permis à ce projet de voir le jour.